# Джозеф Барбера
Джозеф Роланд Барбера (англ. Joseph Roland Barbera; 24 березня 1911, Нью-Йорк, США — 18 грудня 2006, Лос-Анджелес) — американський аніматор, художник мультиплікації, художник сценарного відділу кіностудії, режисер, продюсер та співзасновник, разом з Вільямом Ганною, компанії Hanna-Barbera.

## Біографія
Джозеф Барбера народився у США, в районі Маленька Італія (Нью-Йорк) від батьків Сицилійського походження.
Почав свою кар'єру газетним художником. 1929 року Джозеф побачив у кінотеатрі новий мультфільм Волта Діснея «Танець кістяків» і був вражений цією картиною настільки, що захотів особисто зустрітися з Волтом. Однак, зустріч не відбулася, але Джозеф тепер твердо вирішив стати мультиплікатором. 1930 року він влаштовується у студію до Макса Флейшера (Max Fleischer), де починає кар'єру з чистильника целулоїдних листів, потім стає художником-фазовщиком. Незабаром Джозеф пішов зі студії Флейшера та перебрався до мультвідділу Вана Беурена (Van Beuren), де почав працювати також сценаристом мультфільмів. 1935 року, коли студія Вана Беурена була на межі провалу, Джозеф влаштувався до мультиплікаційного відділу Пола Террі — TerryToons, де продовжив роботу сценаристом. 1937 року Джо перебрався на студію «Metro-Goldwyn-Mayer», де незабаром познайомився з тамтешнім режисером-мультиплікатором Вільямом Ганною (William Hanna) — з того часу вони працювали разом. 1940 року у прокат вийшов перший мультфільм з Томом (правда, тоді кота звали Джаспер) та Джері. Відомий мультсеріал приніс Джо Барбері і Вілу Ганні 7 премій «Оскар».
У 1955 році спільно з Ганною та Квімбі Барбера взяв участь у створенні постапокаліптичного мультфільму Доброчесність людей — рімейк мультфільму «Мир на Землі» 1939 року. Цей мультфільм став останнім для Фреда Квімбі.
1957 року Джо Барбера та Вільям Ганна організували свою власну мультстудію «Hanna-Barbera», Яка випустила величезну кількість всіляких мультсеріалів для телебачення, серед них «Джетсони», «Флінстоуни», «Ведмедик Йогі» та інші. У середині 1980 років студія припинила своє існування, і Барбера з Ганною перебралися в анімаційний відділ Warner Bros. У 1990 роки Барбера був виконавчим продюсером багатьох стрічок, що виходили у цьому анімаційному відділі у той час. Остання значна робота Джозефа Барбери вже після смерті свого постійного соратника Вільяма Ганни, померлого 2001 року, — коротенька стрічка з Томом та Джеррі «The Karateguard».
Помер у віці 95 років у власному будинку у Лос-Анджелесі, Каліфорнія, закінчуючи успішну сімдесятирічну кар'єру у мультиплікації. Його дружина, Шейла, була поруч з ним в цей час за повідомленням представника Warner Brothers Гері Мирина.